# Francisco Alcaraz Ariza
Francisco José Alcaraz Ariza (7 de junio de 1958) es un botánico y profesor español.

### Biografía
En 1981, accedió a una plaza de profesor encargado en la Universidad de Murcia, ascendiendo a profesor catedrático en 2004.

## Algunas publicaciones

### Libros
- Arturo Valdés franzi, Francisco Alcaraz ariza, diego Rivera núñez. 2001. Catálogo de plantas vasculares de la provincia de Albacete, España. Serie I--Estudios 127. Edición ilustrada de Instituto de Estudios Albacetenses Don Juan Manuel, 304 pp.
- Datos sobre la vegetación de Murcia, Editorial PPU, 1991.[4]

#### Como editor
- f.j. Alcaraz ariza. 1998. Guía de las plantas del campus universitario de Espinardo. Edición ilustrada de EDITUM, 155 pp. ISBN 8483710293, ISBN 9788483710296

## Honores

### Eponimia
- (Lamiaceae) Sideritis × alcarazii D.Rivera, Obón & De la Torre[5]
- La abreviatura «Alcaraz» se emplea para indicar a Francisco Alcaraz Ariza como autoridad en la descripción y clasificación científica de los vegetales.[6]